# Marina Kaljurand
Marina Kaljurand, née Marina Rajevskajale le 6 septembre 1962 à Tallinn, est une diplomate et femme politique estonienne. Elle est ministre des Affaires étrangères d'Estonie du 16 juillet 2015 au 12 septembre 2016.

## Biographie

### Jeunesse et formation
Issue d'une famille estonienne par son père et russe par sa mère, Marina Kaljurand sort diplômée en droit de l'université de Tartu en 1986. Elle obtient ensuite des diplômes de l'École diplomatique d'Estonie et de l'université Tufts en droit international et diplomatie.

### Carrière diplomatique
Elle entre au ministère estonien des Affaires étrangères, où elle occupe différents postes avant d'être ambassadeur de son pays successivement auprès d'Israël en 2004, puis en Russie en 2006, au Kazakhstan de 2007 à 2011. Elle est ensuite nommée ambassadrice à Washington en septembre 2011, et parallèlement auprès du Mexique et du Canada. En 2014, elle revient à Tallinn comme sous-secrétaire au ministère des Affaires étrangères, chargée des affaires consulaires.

### Ministre des Affaires étrangères
En juillet 2015, après la démission de Keit Pentus-Rosimannus de son poste de ministre des Affaires étrangères, le Parti de la réforme choisit Marina Kaljurand pour lui succéder au sein du gouvernement du Premier ministre Taavi Rõivas.

### Candidature présidentielle
Le 12 septembre 2016, elle démissionne de son poste ministériel pour se présenter à l'élection présidentielle, dont les trois premiers tours devant le Riigikogu n'ont pas permis la désignation du successeur de Toomas Hendrik Ilves. Le 24 septembre, lors du 4e tour devant le collège électoral, elle n'obtient cependant que 75 voix, loin des 168 voix nécessaires pour être élue. Le 5e tour se solde également par un échec et Marina Kaljurand décide de se retirer de la course pour le nouveau scrutin qui doit se dérouler de nouveau devant le Parlement.

## Distinctions
- Ordre de l'Étoile blanche d'Estonie de 3e classe, 2004
- Ordre du Blason national d'Estonie de 3e classe, 2008
- Femme de l'année, 2015